# 리버티섬

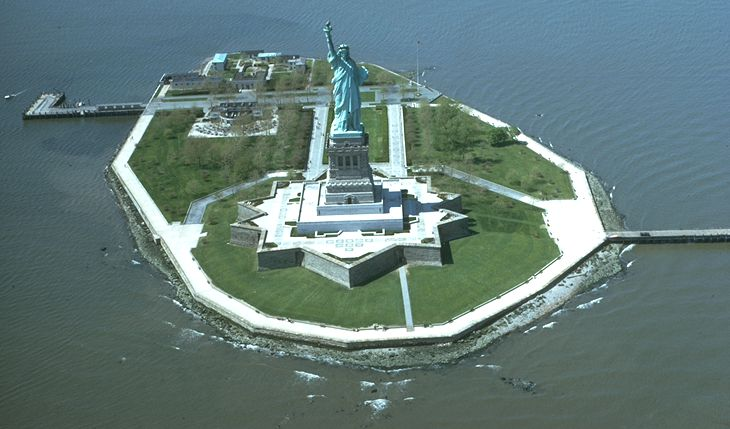
리버티섬

리버티섬(Liberty Island)은 미국 뉴욕항에 위치한 무인도로서, 자유의 여신상이 위치한 섬으로 유명하다. 20세기 초부터 리버티섬이라고 불리기 시작했지만 1956년도까지는 공식적인 명칭으로 등재되지 않았다. 1937년도에는 후기 뉴딜정책에 따라 프랭클린 D. 루스벨트 대통령에 의해 자유의 여신상 국립공원을 베들로섬 전 지역을 포함하기로 결정하였고, 1956년에 미국 의회에서 공식적으로 명칭을 리버티섬으로 결정하였다. 자유의 여신상을 포함한 엘리스섬과 리버티섬은 1966년도에 국립공원으로 지정되었다. 2012년 10월부터 허리케인 샌디로 인해 일반인들의 출입이 금지되었지만 2013년 7월 4일부터 다시 관광이 재개되었다.

## 주변 환경과 가는 법

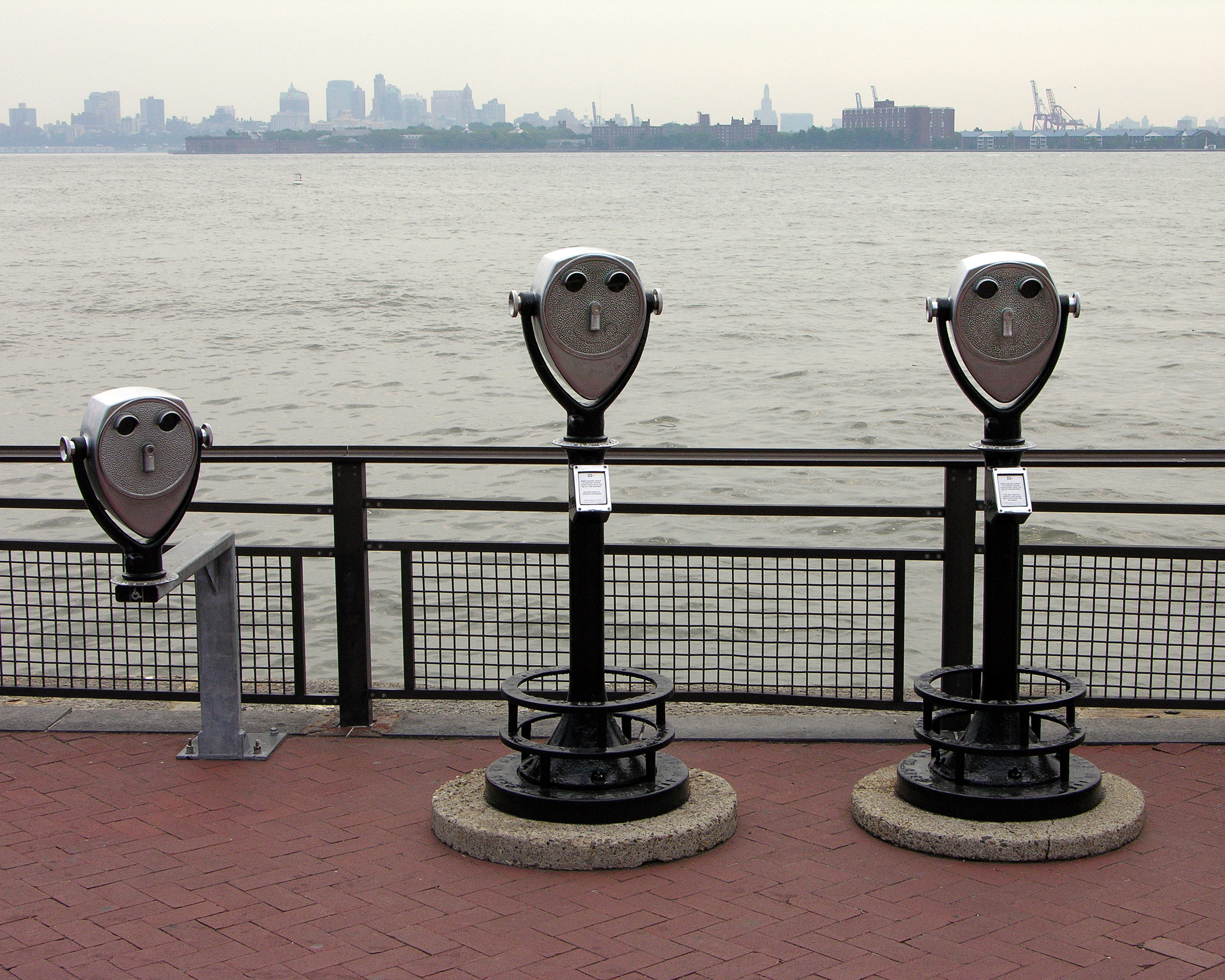
리버티섬 "외계인(Aliens)". 리버티섬에서는 뉴욕항의 전경을 볼 수 있다.

미국 인구조사국에 따르면, 리버티섬은 미국 연방 정부의 소유지로써 면적은 59,558제곱미터(14.717에이커)에 달한다. 리버티섬은 뉴저지주 허드슨 자치구 저지시티를 따라 흐르는 허드슨강 강물에 둘러싸여 있는 어퍼뉴욕만 상부에 위치해 있지만, 섬의 대부분과 선착장은 뉴욕 맨해튼의 관할구역 아래에 있다.

정식 명칭으로 등재된 후 시간이 지나고 보니 뉴욕시 가운데서 혼자 떨어져 나와 뉴저지주에 위치하게 되는 기이한 현상이 발생하게 되었다.(이러한 지역을 월경지라 한다) 이 섬은 국립 공원 관리단에 의해서 운영되며, 9·11 테러이후 24시간 내내 미연방해경순찰대에 의해 보호받고 있다. 리버티섬은 저지 시티에 있는 리버티 주립 공원으로부터 동쪽으로부터 2000피트 600미터 떨어져 있으며, 맨하튼 남부에 있는 배터리 파크로부터 남서쪽으로 158마일 2.6킬로미터정도 떨어져 있다. 관광객들은 이 두 지역으로부터 시작하는 유람선을 이용해서만 출입이 가능하며 엘리스섬으로도 갈 수 있다. '자유의 여신상 크루즈'라는 이름으로 운영되는 혼블로어 크루즈(Hornblower Cruises)가 그 역할을 맡고 있다.

### 더 그레이트 오이스터섬(The Great Oyster Island)

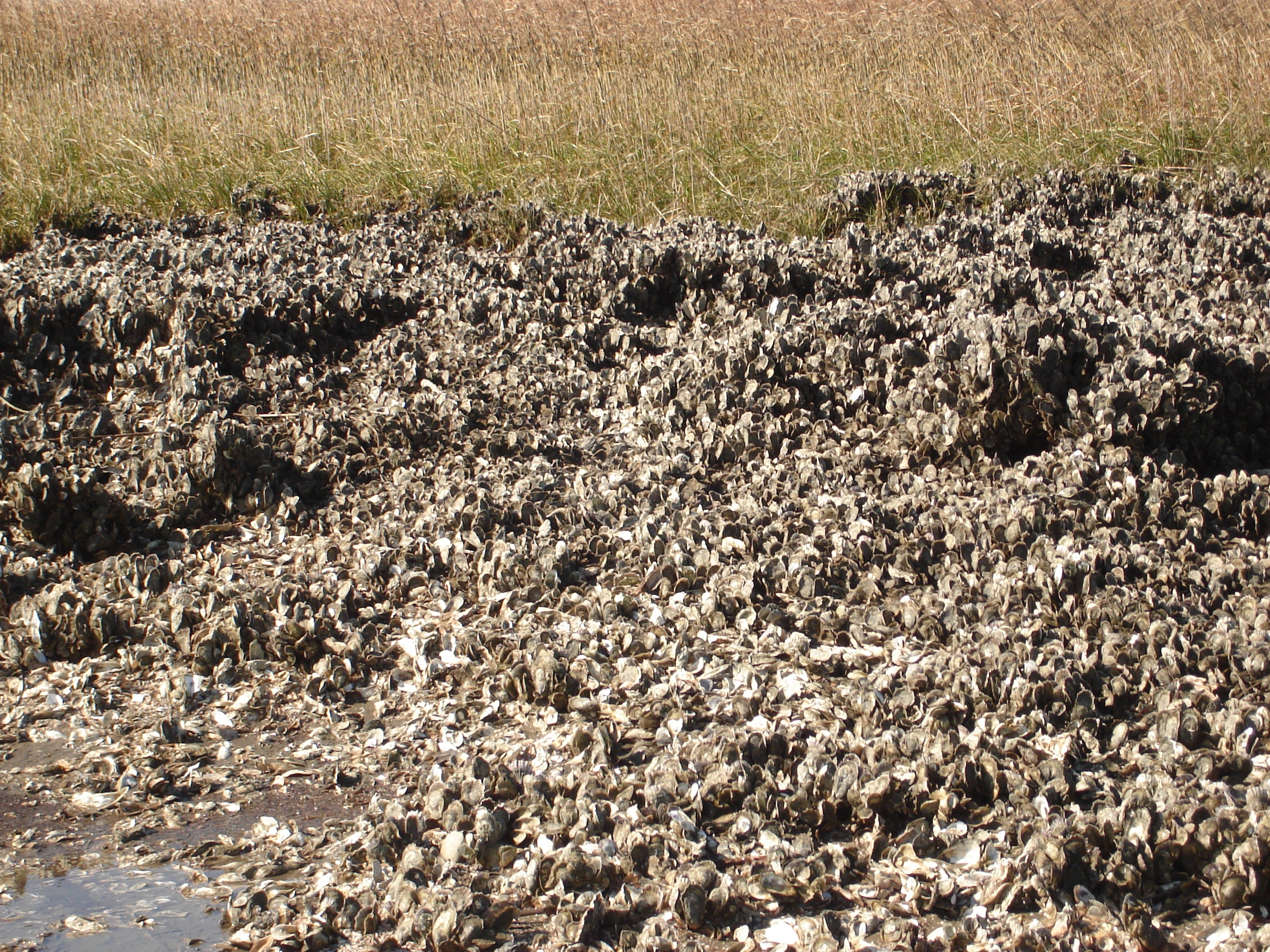
리버티섬은 한 때 조지아주 콕스퍼섬(Cockspur Island)와 같이 굴 등을 포함한 조개류 서식지로 둘러쌓였었다.

17세기 무렵 유럽인들이 허드슨강을 식민지로 삼았을 때 어퍼뉴욕만지역에는 레나페 족들이 즐겨 먹던 굴 군락지(Oyster beds)로 가득한 조습지가 광대하게 펼쳐져 있었다. 또한 만조 때에도 완전히 잠기지 않는 섬들도 몇 개 있었다. 그 섬들 중 세 개(이후 리버티, 엘리스, 블랙 톰(Black Tom)으로 명명됨)는 '굴섬(Oyster Islands)'이라고 뉴네덜란드(중대서양주(Mid-Atlantic states)들 중 첫 번째 식민지) 정착민들이 불렀다. 굴 군락지는 지난 3세기 동안 주요 식량 자원이었다.

하지만 리하이 계곡 철도사업과 뉴저지 중앙철도 사업의 일환으로 20세기 초반무렵부터 시작된 간척사업으로 인하여 섬 하나가 사라지고, 군락지는 파괴되었으며, 해안선들은 서로 가까워졌다.

## 베들로섬(Bedloe's Island)
네덜란드가 암스테르담 요새(Fort Amsterdam)를 영국에 바친 이후, 영국왕 리처드 니콜스(Richard Nicolls)는 요새가 있던 섬을 선장 로버트 니담(Robert Needham)경에게 하사하였다. 이후 1667년 12월 23일에 아이작 배들로(Isaac Bedlow)경에게 팔렸다. 그 섬은 1732년까지 배들로경의 사유지였고 그 후 뉴욕 상인들이던 아돌프 필립스(Adolphe Philipse)와 핸리 레인(Henry Lane)에게 5실링으로 팔았다. 두 상이 섬을 소유하고 있을 때, 그 섬은 잠시 뉴욕시의 관할 아래에서 천연두 검역소로 사용되기도 했다.

1746년에 아키발드 케네디(Archibald Kennedy)경(후대 11대 카실리스 백작으로 불림)이 섬을 구매한 뒤 여름별장을 건설하였다.

1753년부터 섬의 여름별장이 광고되기 시작하면서(이 때부터 'Bedlow's'에서 'Bedloe's'로 명칭이 바뀌어 사용되었다) 일반인들에게 대여가 가능해졌다. 다음은 그 때 당시의 광고이다: 
사랑의 섬(Love Island)라고도 불리는 배들로 섬으로 오세요. 집과 등대 여관 등이 갖춰져 있고, 해외에서도 쉽게 기를 수 있는 가든 식물과 가금류 고기들이 있습니다. 또한, 방대한 양의 절여진 굴들이 수출되는 곳이기도 하죠. 영국 토끼들도 많이 있습니다.
(원문)To be Let. Bedloe's Island, alias Love Island, together with
the dwelling-house and lighthouse being finely situated for a tavern, where all kinds of garden stuff, poultry, etc., may be easily raised for the shipping outward bound, and from where any quantity of pickled oysters may be transported ; it abounds with English rabbits.

케네디경은 자신의 섬을 1756년부터 다시 천연두 검역소로 사용을 허가했고, 1758년 2월 18일부터는 뉴욕시에서 섬을 1000유로에 구매한 뒤 격리 병원으로 사용하였다.
미국 독립 전쟁당시 영국군이 뉴욕 항을 점령하였을 때, 섬은 한 때 토리당원(Tory)들의 피난소로 사용되었다가, 1776년 4월 2일에 불타 없어졌다.

### 포트 우드(Fort Wood)

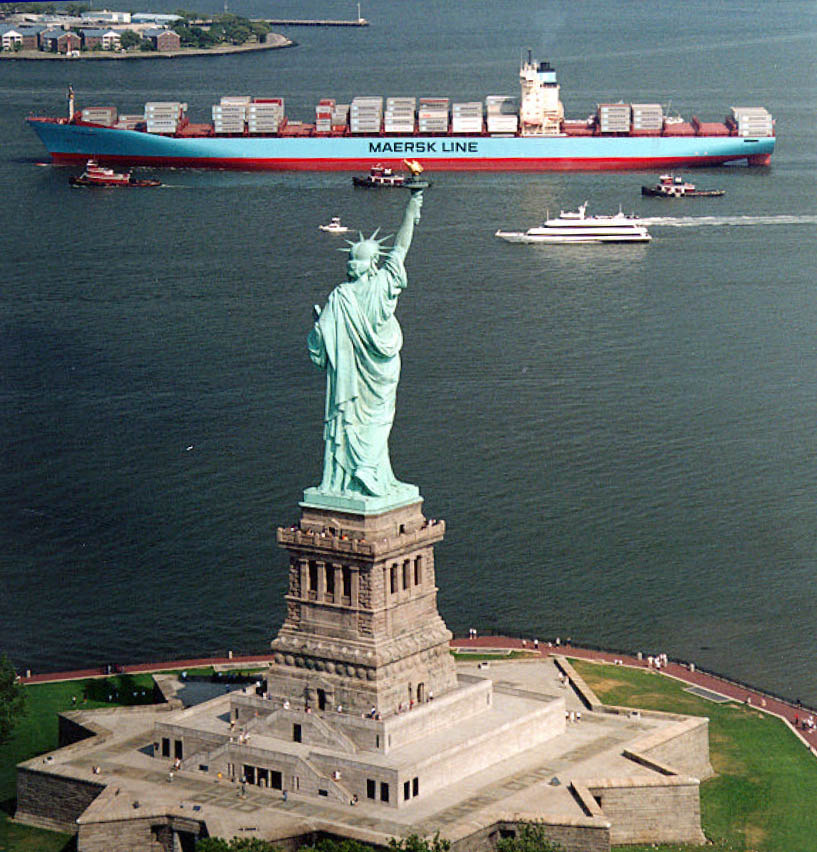
리버티섬 위 포트 우드의 별 모양 벽은 자유의 여신상의 베이스가 되었다.

1800년 2월 5일 뉴욕주 행정부는 거버너스섬과 엘리스섬을 따라 방어용 요새를 건설하기 위해서 미 연방정부에게 리버티섬을 양도하였다. 11개의 꼭짓점을 가진 별 모양의 랜드 베터리(Land battery)는 1806년도부터 건설되기 시작하여 1811년에 완성되었다. 1812년 전쟁이후 별 모양의 랜드 베터리는 "포트 우드(Fort Wood)"로 명명되었는데 이는 1813년 이리호 전투에서 전사한 엘리져 델바이 우드 중위(Lt.Col Eleazer Derby Wood)의 이름을 따서 지은 것이다. 이 요새는 화강암 요새로써 성형요새의 모양을 본 따 11개의 보루로 이루어져 있다. 1886년도에 프랑스에서 독립 100주년 기념 선물로 받은 자유의 여신상의 베이스로 쓰인 뒤로부터는 요새로써의 기능은 중단되었다. 여신상의 조각가가 리버티섬을 봤을 때 조각상의 베이스로 쓰이기로 결정되었다고 한다. 1916년부터 출범한 국립공원 관리공단(The National Park Service)는 두 단계에 걸쳐 섬의 개발을 시작하였다; 1933년도에 2에이커(acres)(8,100제곱미터), 그 다음 남은 부분의 개발을 1937년에 끝마쳤다. 군사기지는 1944년도에 마침내 완전히 사라졌다.

### 자유의 여신상(Statue of Liberty)

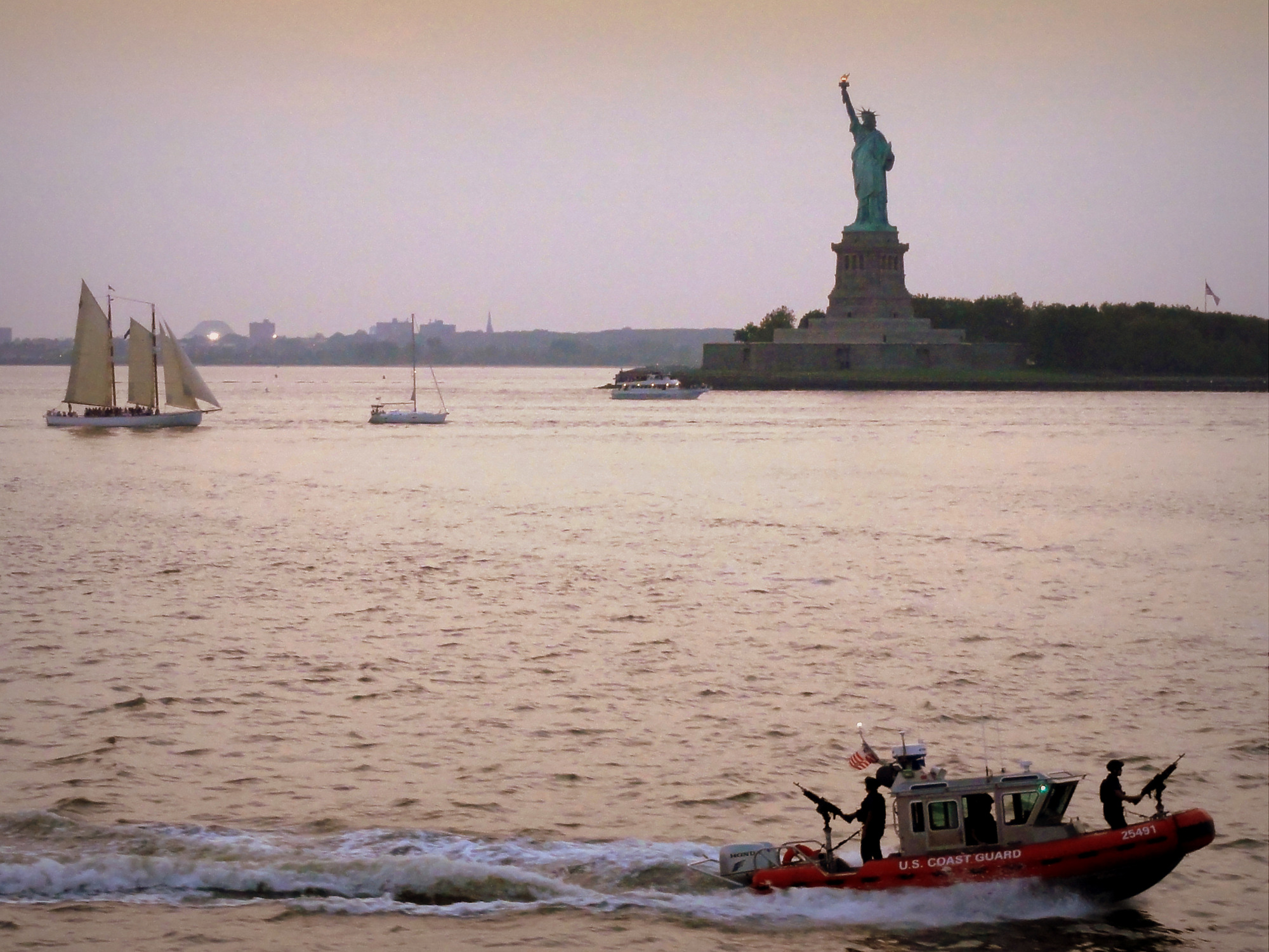
미국 해안경비대(US Coast Guard)가 자유의 여신상의 뒷편을 순찰하고 있다.

자유의 여신상은 프랑스가 미국의 독립 100주년을 기념하여 미국에 보낸 선물이다. 미국 의회는 미국 대통령의 성명을 통해 조각상을 정식적으로 받았으며 국방부에서 조각상의 설치와 개방을 허가하였다.

조각상은 1884년 프랑스에서 완공되었다. 1884년 8월 5일에 주춧돌을 놓는 기초공사가 끝났지만 지원금 조달에 어려움을 겪어 1886년 4월 22일이 돼서야 받침대 건설을 끝마칠 수 있었다. 자유의 여신상은 프랑스 소형 구축함 "이세레(Isère)"호

에서 받침대가 완공되기까지 11달간 기다리다가 1885년 7월 17일에 마침내 뉴욕 항에 도착하였다. 1886년 10월 28일 그로버 클리블랜드 대통령에 의해 대중들에게 공개되었다. '리버티섬'이라는 명칭은 1956년에 의회의 승인을 받은 후 공식적으로 사용되었다.

## 같이 보기
- 거버너스섬(Governor’s Island)
- 클린턴성(Castle Clinton)
- 켄터키 벤드(Kentucky Bend)
- 뉴어크 리버티 국제공항(Newark Liberty International Airport)